# Estación Matilde
Matilde es una estación ferroviaria ubicada en la localidad homónima, Departamento Las Colonias, Provincia de Santa Fe, Argentina.

## Servicios
La estación corresponde al Ferrocarril General Bartolomé Mitre de la red ferroviaria argentina.
Se encuentra actualmente sin operaciones con pasajeros.
Hasta 2007, Trenes de Buenos Aires operaba esta estación cuando el servicio iba a Santa Fe.